# (5633) 1978 UL7
(5633) 1978 UL7 là một tiểu hành tinh vành đai chính. Nó được phát hiện bởi C. Michelle Olmstead ở Đài thiên văn Palomar ở Quận San Diego, California, ngày 27 tháng 10 năm 1978.